# دی‌آربی
دی‌آربی (انگلیسی: DRB-HICOM) شرکت خودروسازی مالزیایی است، که در سال ۱۹۹۶ تأسیس شد.